# Suaeda acuminata
Suaeda acuminata (содник ягідний як Suaeda baccifera, содник ягодоносний як Suaeda baccifera (Suaeda altissima) — вид рослин з родини амарантових (Amaranthaceae), поширений у південно-східній Європі, західній Азії, середній Азії.

## Опис
Однорічна рослина 10–50 см заввишки. Оцвітина при плодах рожевий, ягодоподібно роздутий. Листки дуже соковиті. Корінь сіро-коричневий. Стебло прямостійне, зазвичай сильно розгалужене; гілки сіро-зелені, іноді світло-червоні, злегка стислі, майже голі. Листки сидячі, сіро-зелені, лінійні, 0.5–1.5 см × 1–1.5 мм, верхівка тупа або підгостра, із щетиною, щетина світло-жовта, ≈ 3 мм. Плід обгорнений оцвітиною, оплодень вільний від насіння. Насіння горизонтальне, вертикальне або косе, від червоно-коричневого до чорного забарвлення, ≈ блискуче, ≈ яйцеподібне, 0.8–1 мм, гладке.

## Поширення
Поширений у південно-східній Європі (Молдова, Україна, пд. Росія), західній Азії (Вірменія, Азербайджан, Грузія, Казахстан, пд.-зх. Сибір), середній Азії (Киргизстан, Таджикистан, Узбекистан, Сіньцзян, Монголія), можливо також у Афганістані, пн. Ірані, Іраку.
В Україні вид зростає на солончаках — єдине місце знаходження в Дніпропетровській обл. (Паллас).